# I Gloops
I Gloops (The Gloops) è un cartone animato in 3D prodotto dal 2007 dalla Neptuno Films trasmesso nel gennaio 2009 su Rai YoYo. Il cartone, diretto ad un pubblico di età prescolare, è stato creato da Eladio Ballester e insegna ai bambini ad indovinare ed imparare i vari suoni. La musica originale è di Josep Roig.

## Trama
I Gloops sono una famiglia di alieni in viaggio nello spazio con la loro astronave a forma di palla che si divertono a giocare a Indovina il suono: la madre, premendo un tasto su un apparecchio sferico, fa sentire un suono che il padre ed i due bambini (un maschio e una femmina) devono indovinare premendo  uno schermo su cui compare l'immagine rappresentativa. Dopo averne indovinati 3 il padre, che non ne ha capito neppure uno, prende l'apparecchio e, premendo in sequenza 3 tasti, crea un mix di suoni che il resto della famiglia non capisce: allora, tutto soddisfatto, preme il monitor e mostra una scenetta divertente.
Ogni episodio dura tre minuti. I personaggi, essendo alieni, parlano con un linguaggio incomprensibile, ovvero con versi e suoni.